# (3814) Hoshi-no-mura
(3814) Hoshi-no-mura es un asteroide perteneciente al cinturón de asteroides, descubierto el 4 de mayo de 1981 por Toshimasa Furuta desde Tōkai, Japón.

## Designación y nombre
Designado provisionalmente como 1981 JA. Fue nombrado Hoshi-no-mura en homenaje al instituto para incapacitados mentales cerca de la residencia del descubridor, su nombre significa "estrella de las personas".